# Prigioniero di nessuno
Prigioniero di nessuno (Written in My Own Heart's Blood) è un romanzo scritto da Diana Gabaldon e pubblicato nel 2014. È il secondo volume di Written in My Own Heart's Blood, ottavo capitolo della saga di Outlander.

## Edizioni
- Prigioniero di nessuno, Corbaccio, 2015, ISBN 978-88-6380-949-7.